# Davidson (Canada)
Davidson is een plaats (town) in de Canadese provincie Saskatchewan en telt 958 inwoners (2006).

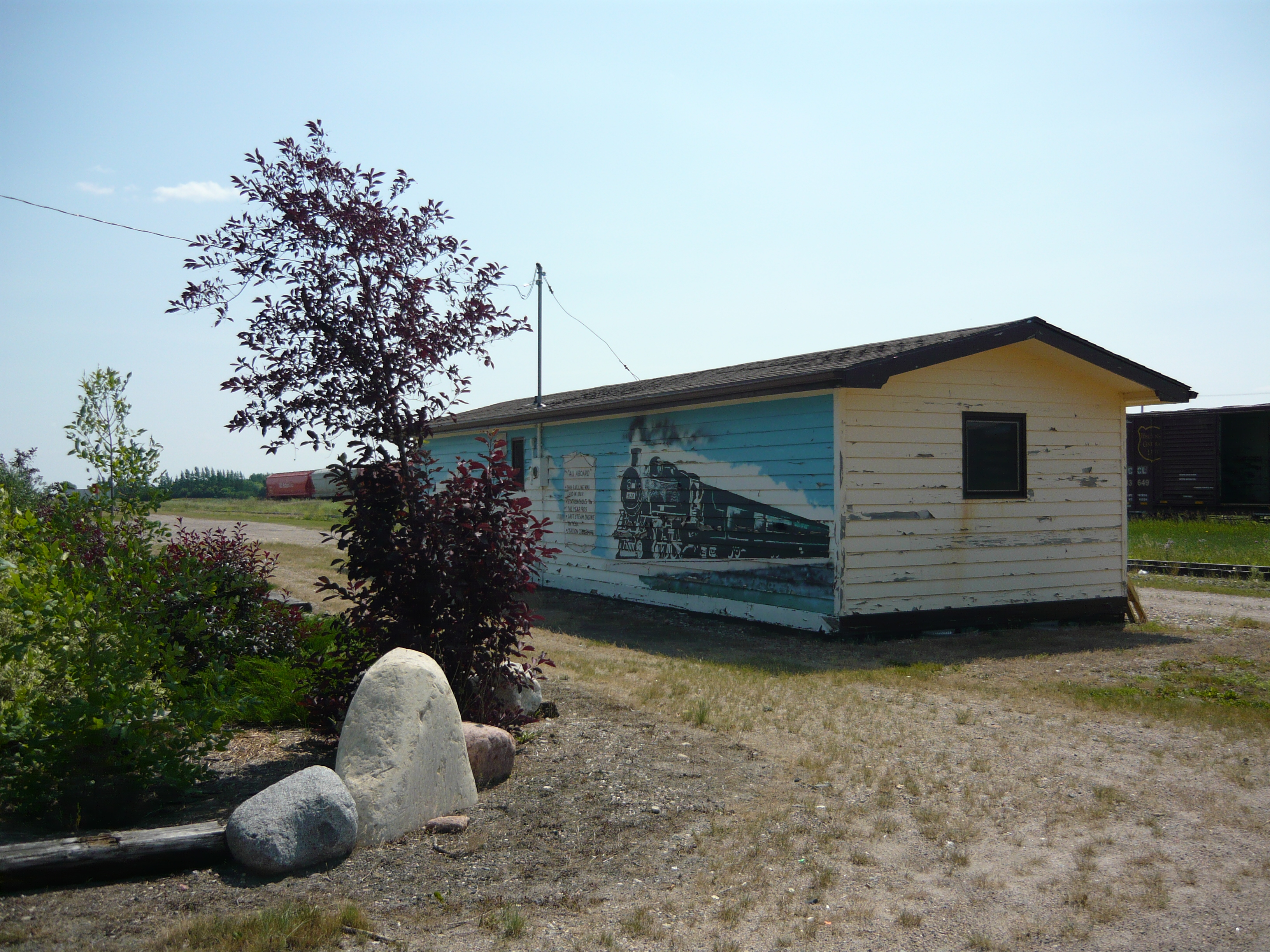
Station van Davidson
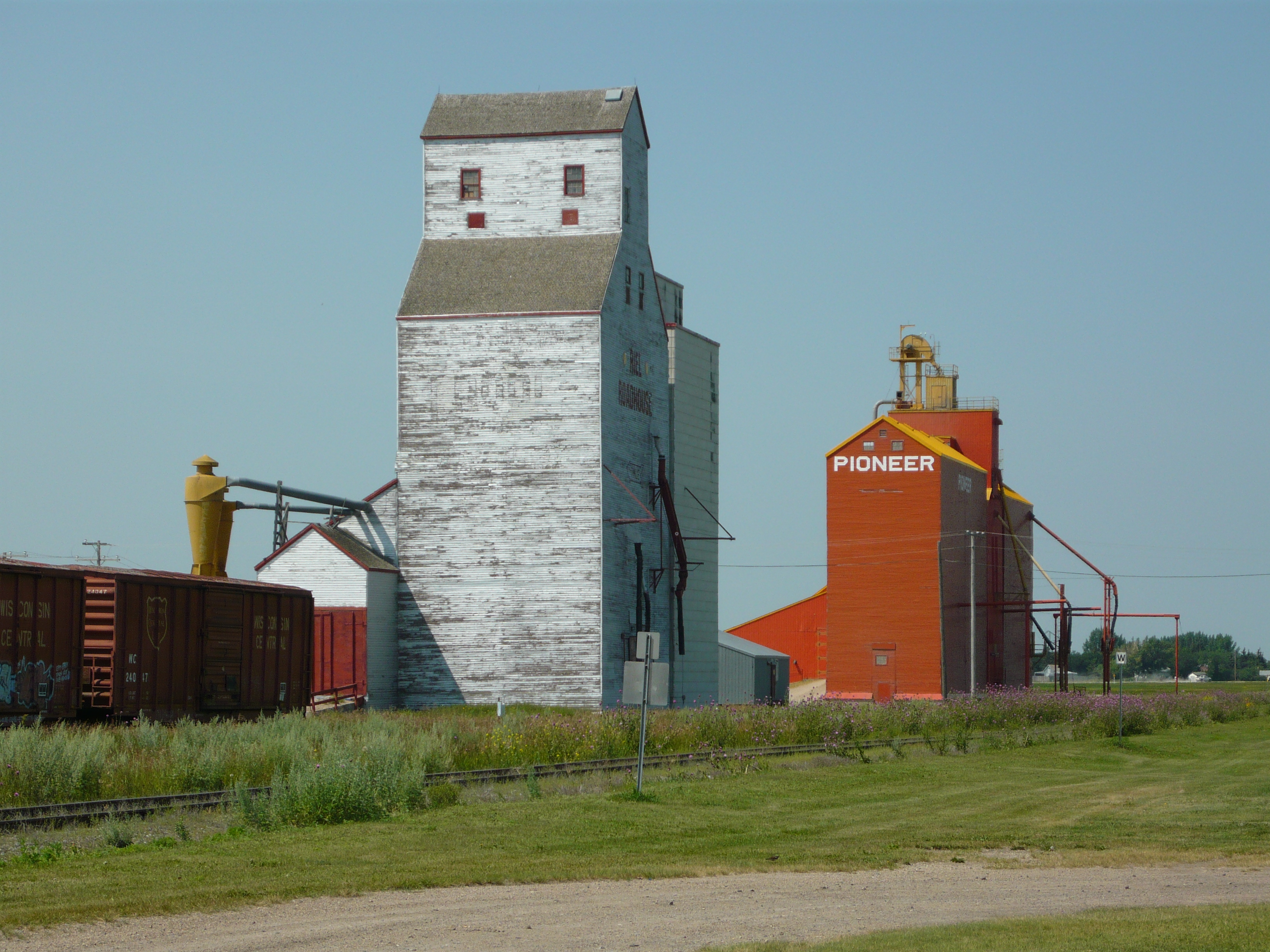
Graansilo in Davidson